# Smiljan Samec
Smiljan Samec, slovenski pisatelj, pesnik, prevajalec, publicist, dramaturg in libretist, * 11. oktober 1912, Trst, † 6. oktober 1995, Ljubljana.

## Življenje
Bil je sin pesnika Janka Samca. Mati mu je bila Adela (roj. Martelanc). Smiljan Samec je na ljubljanski univerzi študiral pravo in slavistiko. Leta 1938 je nastopil mesto dramaturga v ljubljanski Operi. Leta 1942 je bil interniran v Italiji. Po vrnitvi iz internacije je 1943 odšel v partizane, kjer je opravljal razne kulturne naloge. Po vojni je bil ponovno dramaturg v ljubljanski Operi, od 1958 do 1966 pa tudi njen upravnik.

## Literarno delo
Samec je bil ob Niku Štritofu najpomembnejši operni prevajalec. Prepesnil je preko 80 opernih besedil in prevedel več drugih kantatnih in opernih besedil ter samospevov in zborovskih pesmi, nekaj dram in radijskih iger. Napisal je libreto za opero Partizanka Ana, ki ga je uglasbil Rado Simoniti, in libreto za opereto Ančka, ki ga je uglasbil Janez Dobeic. 
Je bil urednik  Slovenskega gledališkega leksikona I-III (1972). Več let je urejal Gledališki list Opere (in baleta) SNG v Ljubljani in v njem objavljal številne prispevke.
Izdal je zbirko pesmi Mimogrede (1965) in knjigo Gledališki obrazi (1976). Napisal je prvi obsežni operni priročnik z vsebinami in podatki za 333 oper Operne zgodbe (1974), ter knjigo najbolj priljubljenih opernih arij Operni spevi (1976). 
Smiljan je sin tržaškega publicista in pesnika Janka Samca.